# Hilda Terry
Theresa Hilda D’Alessio, dite Hilda Terry (née Theresa Hilda Fellman le 15 juin 1914 à Newburyport et morte le 13 octobre 2006 à New York) est une auteure de bande dessinée américaine, créatrice du comic strip Teena (en) (1944-1964). Première femme admise à la National Cartoonists Society en 1950, elle joua un rôle important dans la reconnaissance des femmes dans le milieu des comics.

## Biographie

### Dessinatrice
Née Theresa Hilda Fellman à Newburyport dans le Massachusetts, Hilda Terry dans sa jeunesse admire les dessins de presse sportive de Willard Mullin. Elle décide d'être elle aussi une dessinatrice de presse sportive et passe son temps à dessiner les évènements sportifs. Elle arrive à New York à l'âge de 17 ans et trouve un premier emploi comme serveuse chez Schrafft's où elle reste deux ans. Au milieu des années 1930, elle reconsidère son choix de carrière. En effet, elle propose deux dessins pour un concours organisé par un journal ; le premier est un dessin de sport et le second un dessin humoristique. Or c'est avec celui-ci qu'elle remporte le concours.
En même temps qu'elle est serveuse, elle étudie les arts à la Art Students League. Un de ses professeurs est Gregory d'Alessio qu'elle épouse en 1938. Elle est engagée par King Features Syndicate et crée le comic strip, It's A Girl's Life, qui est bientôt renommé en Teena. Le premier strip est publié le 7 décembre 1941, et la série dure jusqu'en 1964. Elle remporte en 1943 un concours organisé par l'armée pour créer un dessin sur le thème de "ne pas gaspiller".
En 1950, elle est la première femme à être acceptée dans la National Cartoonists Society. Elle agit rapidement pour faire accepter d'autres femmes, comme Gladys Parker dans ce groupe,.

### Animation
Elle dessina des joueurs de baseball pour les tableaux de marque du baseball stadium au début des années 1970 et fut de ce fait une des pionnières dans l'animation par ordinateur. Elle voyagea de ville en ville pour créer des portraits géants animés des joueurs vedettes et des mascottes des clubs.

### Fin de vie
Son mari meurt en 1994. Hilda Terry jusqu'à sa mort à 92 ans continua à enseigner à l'Art Students League.
Fascinée par l'histoire des Sorcières de Salem (et bien qu'elle soit juive) Terry croyait être la réincarnation de Dorcas Good une fillette de 4 ans emprisonnée avec sa mère qui fut condamnée en tant que sorcière. En 1992 Terry écrivit une autobiographie (Strange Bod Fellows) dans laquelle elle expliquait cette croyance mais aussi son approche de l'art .

## Récompenses
- 1979 : Prix de l'animation de la National Cartoonists Society
- 2001 : Temple de la renommée des auteures de bande dessinée
- 2001 : Friends of Lulu